# Lacanobia contiguella
Lacanobia contiguella là một loài bướm đêm trong họ Noctuidae.